# Diastola

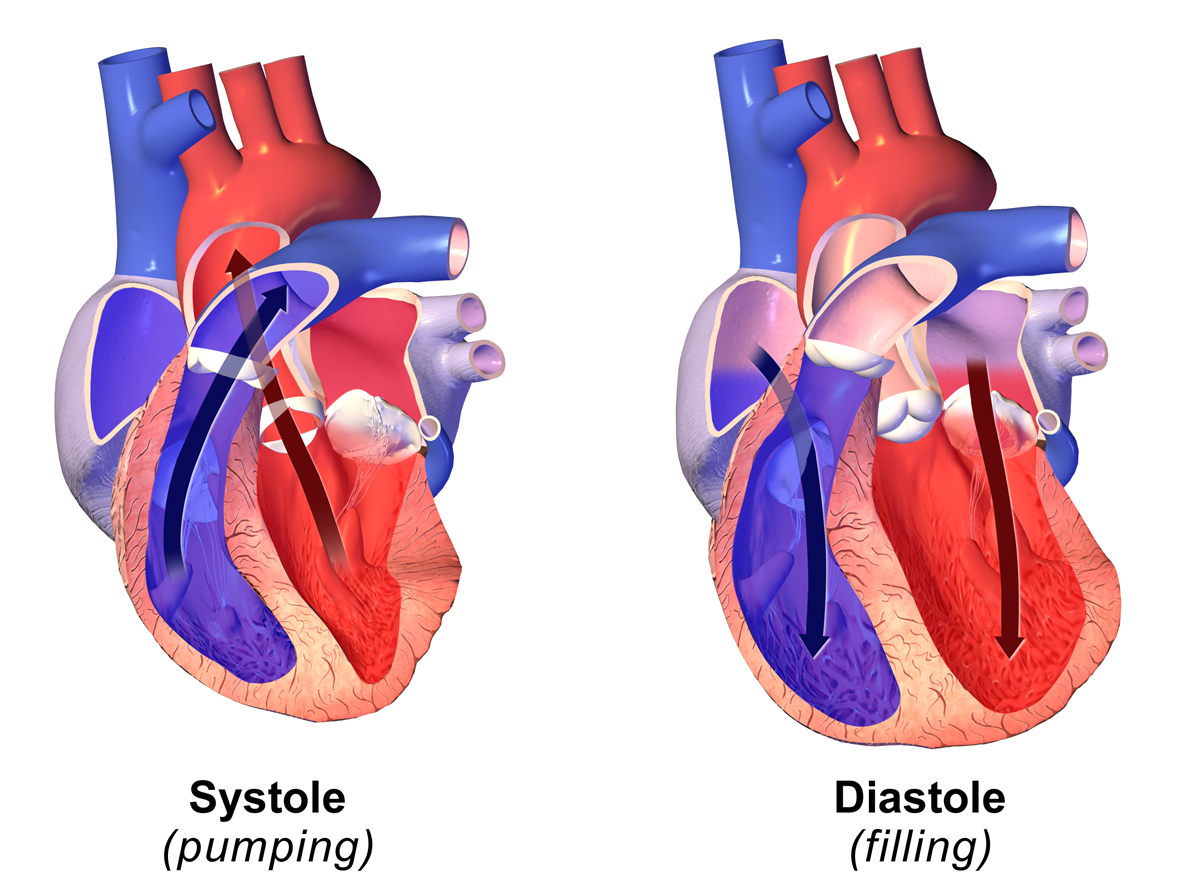

Diastola je termín pocházející z řeckého slova διαστολή (diastolē) a znamená rozšíření. Diastola je klidová fáze srdečního cyklu, kdy se srdeční komory uvolní a plní se krví.  Po diastole následuje  systola, kdy se srdeční komory stahnou a pumpují krev do velkých tepen a do periferie. Diastola trvá obecně déle než systola. Při měření tlaku se diastolický tlak udává jako druhý, např. při zápisu 120/80 označuje 80 tlak diastolický.

## Úloha diastoly v srdečním cyklu
Srdeční cyklus je definován jako rytmické střídavé stahování a uvolňování srdečních síní a komor, které slouží k přečerpávání krve do celého těla. Každý srdeční cyklus má diastolickou fázi neboli diastolu, kdy je srdeční komora ve stavu uvolnění a plní se krví, která přichází ze žil, a systolickou fázi neboli systolu, při níž se srdeční komory stahují a pumpují krev tepnami směrem k periferii.
Předsíně i komory procházejí střídavě fází systoly a diastoly. Zpočátku jsou síně i komory v diastole a následuje období rychlého plnění komor a krátká systola síní. Současně dochází k odpovídajícímu poklesu arteriálního krevního tlaku na minimum (diastolický krevní tlak), u člověka obvykle kolem 80 mmHg. Po vypuzení krve do aorty a plicní tepny během systoly komor nastává opět komorová diastola.
Celý srdeční cyklus zdravého lidského srdce trvá obvykle 0,8 sekundy. Při obvyklé srdeční frekvenci 75 tepů za minutu trvá systola, kdy dochází k čerpání krve z obou srdečních komor do všech tělesných systémů, 0,3 sekundy a diastola, kdy se znovu naplní srdeční síně a komory, 0,5 sekundy.
Diastola začíná uzavřením aortální chlopně a končí uzavřením mitrální chlopně a má čtyři fáze:
- Izovolumická relaxace – tlak v komoře klesne, aby se komora mohla zcela uvolnit a připravit se na plnění. Protože se jedná o nepatrný časový okamžik, kdy jsou obě chlopně uzavřeny, objem komory se nemění. Jakmile tlak v levé komoře klesne níž než tlak v levé síni, otevře se mitrální chlopeň a začíná další fáze rychlého plnění.
- Rychlé plnění – po otevření mitrální chlopně dochází k rychlému naplnění komory a tím se zvýší její objem a tlak. Tlak v levé síni a její objem se rychle snižují, jak je krev vytlačována do komory a vyprazdňuje se ze síně. Během této doby je do komory vtaženo přibližně 80 % krve.
- Diastáza – délku trvání této fáze určuje srdeční frekvence. Jakmile se tlak v levé komoře zvýší a v levé síni se v důsledku rychlého plnění komory sníží, začnou se oba tlaky vyrovnávat. Protože většina krve byla během fáze rychlého plnění vtažena do komory, zůstává v síni jen minimum krve. Proto se během této diastolické fáze přesune do komory pouze malé množství krve.
- Kontrakce síní – je to poslední fáze diastoly. Síně se stahují v důsledku mírného zvýšení tlaku v levé síni a zbývajících 20 % krve je vytlačeno do komory. Tím je tlak v levé komoře vyšší než v levé síni a dojde k uzavření mitrální chlopně.